# Chengdong
För andra betydelser, se Chengdong (olika betydelser).
Chengdong är ett stadsdistrikt i Xining i Qinghai-provinsen i västra Kina.